# Шеррилл (Айова)
Шеррилл (англ. Sherrill) — місто (англ. city) в США, в окрузі Дюб'юк штату Айова. Населення — 189 осіб (2020).

## Географія
Шеррилл розташований за координатами 42°36′16″ пн. ш. 90°47′3″ зх. д. / 42.60444° пн. ш. 90.78417° зх. д. (42.604339, -90.784259).  За даними Бюро перепису населення США в 2010 році місто мало площу 0,34 км², уся площа — суходіл.

## Демографія
Згідно з переписом 2010 року, у місті мешкало 177 осіб у 73 домогосподарствах у складі 54 родин. Густота населення становила 516 осіб/км².  Було 74 помешкання (216/км²).
Расовий склад населення:
| - 94,9 % — білих - 2,3 % — чорних або афроамериканців - 2,8 % — осіб інших рас |

До двох чи більше рас належало 0,0 %. Частка іспаномовних становила 2,8 % від усіх жителів.
За віковим діапазоном населення розподілялося таким чином: 23,7 % — особи молодші 18 років, 53,1 % — особи у віці 18—64 років, 23,2 % — особи у віці 65 років та старші. Медіана віку мешканця становила 42,5 року. На 100 осіб жіночої статі у місті припадало 110,7 чоловіків;  на 100 жінок у віці від 18 років та старших — 104,5 чоловіків також старших 18 років.
Середній дохід на одне домашнє господарство  становив 68 405 доларів США (медіана — 68 750), а середній дохід на одну сім'ю — 71 856 доларів (медіана — 72 500). 
Цивільне працевлаштоване населення становило 107 осіб. Основні галузі зайнятості: виробництво — 21,5 %, будівництво — 17,8 %, освіта, охорона здоров'я та соціальна допомога — 15,9 %.